# Monts d'Arrée centre et est
Monts d'Arrée centre et est este o arie protejată (sit de importanță comunitară — SCI) din Franța întinsă pe o suprafață de 10.872 ha, integral pe uscat.

## Localizare
Centrul sitului Monts d'Arrée centre et est este situat la coordonatele 48°25′46″N 3°48′51″W / 48.42944°N 3.81417°V.

## Înființare
Situl Monts d'Arrée centre et est a fost declarat arie specială de conservare în baza directivei 92/43 din 1992 referitoare la conservarea habitatelor naturale și a faunei și florei sălbatice pentru a proteja 4 specii de plante și 15 specii de animale.

## Biodiversitate
Situată în ecoregiunea atlantică, aria protejată conține 18 habitate naturale: Ape oligotrofe din câmpii nisipoase, cu un conținut foarte redus de minerale (Littorelletalia uniflorae), Pajiști umede atlantice temperate cu Erica ciliaris și Erica tetralix, Turbării active, Depresiuni pe substraturi de turbă de Rhynchosporion, Roci stâncoase cu vegetație pionieră de Sedo-Scleranthion sau Sedo albi-Veronicion dillenii, Pajiști cu Molinia pe soluri calcaroase, turboase sau argilos-nămoloase (Molinion caeruleae), Mlaștini împădurite, Păduri de fag acidofile atlantice, cu subarboret de Ilex și, uneori, de asemenea, Taxus, la nivelul arbuștilor (Quercion robori-petraeae sau Ilici-Fagenion), Cursuri de apă de la nivel de câmpie la nivel montan, cu vegetație Ranunculion fluitantis și Callitricho-Batrachion, Formațiuni ierboase bogate în specii de Nardus, dezvoltate pe substraturi silicioase în zone montane (și în zone submontane, în Europa continentală), Turbării de acoperire (* exclusiv pentru turbării active), Păduri de stejar sesil bătrân cu Ilex și Blechnum în Insulele Britanice, Liziere de ierburi înalte hidrofile de câmpie și de nivel montan până la alpin, Mlaștini oligotrofe degradate, capabile încă de regenerare naturală, Mlaștini turboase de tranziție și turbării mișcătoare, Pajiști uscate europene, Păduri de fag Asperulo-Fagetum, Pante stâncoase silicioase cu vegetație casmofită.
La baza desemnării sitului se află mai multe specii protejate:
- plante (4): Bruchia vogesiaca, Luronium natans, Sphagnum pylaesii, Trichomanes speciosum
- mamifere (7): liliac cârn (Barbastella barbastellus), castor (Castor fiber), vidră de râu (Lutra lutra), liliac cu urechi mari (Myotis bechsteinii), liliac cărămiziu (Myotis emarginatus), liliac comun (Myotis myotis), liliacul mare cu potcoavă (Rhinolophus ferrumequinum)
- nevertebrate (4): Elona quimperiana, fluturele auriu (Euphydryas aurinia), rădașcă (Lucanus cervus), Margaritifera margaritifera
- pești (4): zglăvoacă (Cottus gobio), Cottus perifretum, cicar (Lampetra planeri), somonul (Salmo salar)

Pe lângă speciile protejate, pe teritoriul sitului au mai fost identificate 49 de specii de plante, 21 de specii de păsări, 4 specii de amfibieni, 10 specii de mamifere, 6 specii de nevertebrate, 4 specii de reptile.